# چهره به چهره (آلبوم وست‌لایف)
چهره به چهره(به انگلیسی: Face to Face) هفتمین آلبوم گروه ایرلندی وست‌لایف است که در انگلستان در ۳۱ اکتبر ۲۰۰۵ منتشر شد.

## فهرست آهنگ‌ها
| شماره ترانه | عنوان                                   | طول  |
| ----------- | --------------------------------------- | ---- |
| 1           | "تو مرا بلند می‌کنی"                     | 4:03 |
| 2           | "وقتی تو به من می‌گی به من عشق می‌ورزی"   | 3:58 |
| 3           | "جالب"                                  | 2:53 |
| 4           | "آنجا جایی است که تو عشق را پیدا می‌کنی" | 3:47 |
| 5           | "او(مونث) بازگشت"                       | 3:13 |
| 6           | "دسپرادو"                               | 3:40 |
| 7           | "رنگ دنیای من"                          | 3:56 |
| 8           | "در این زندگی"                          | 4:10 |
| 9           | "قلب بدون یک خانه"                      | 4:50 |
| 10          | "Hit You With the Real Thing"           | 3:03 |
| 11          | "نظرت را عوض کن"                        | 3:45 |
| 12          | "شاید فردا"A                            | 3:09 |
| 13          | "دنیایی از آن خودمان"B                  | 3:28 |
| 14          | "پرواز بدون بال"B                       | 3:35 |
| 15          | "عشق من"B                               | 3:52 |

یادداشت:
A شاید فردا فقط در نسخه‌های ژاپن، ایرلند و انگلستان وجود داشت.

Bاین آهنگ‌ها فقط در نسخه ژاپنی بود.